# Dactylispa postica
Dactylispa postica es una especie de insecto coleóptero de la familia Chrysomelidae.
Fue descrita científicamente en 1885 por Gestro.